# Svastra machaerantherae
Svastra machaerantherae là một loài Hymenoptera trong họ Apidae. Loài này được Cockerell mô tả khoa học năm 1904.